# Tateyama (Berg)
Der Tateyama (japanisch 立山 Tateyama, deutsch ‚Tate-Berg‘) ist ein Berg im Hida-Gebirge und mit einer Höhe von 3015 m der zwölfthöchste Berg Japans.
Er liegt in der Präfektur Toyama und ist zusammen mit den Bergen Fuji-san und Haku-san einer der „Drei Heiligen Berge“ (三霊山 Sanreizan). Der Tateyama wird zudem in dem bekannten Buch 100 berühmte japanische Berge aufgelistet.
Der Tateyama wurde zum ersten Mal im 8. Jahrhundert von Saeki no Ariyori bestiegen. Am 4. Dezember 1934 wurde das Gebiet um den Tateyama Teil des neu ausgewiesenen Chūbu-Sangaku-Nationalparks, einem der ältesten Nationalparks in Japan.

## Lage
| Bild | Berg                   | Höhe [m] | Distanz und Richtung vom Gipfel | Anmerkungen                                                                         |
| ---- | ---------------------- | -------- | ------------------------------- | ----------------------------------------------------------------------------------- |
|      | Tsurugi-dake 剱岳      | 2999     | 5,3 km Norden                   | in der Liste der 100 berühmten japanischen Berge                                    |
|      | Bessan 別山            | 2880     | 2,4 km Norden                   |                                                                                     |
|      | Tateyama 立山          | 3015     | 0                               | in der Liste der 100 berühmten japanischen Berge höchster Berg der Präfektur Toyama |
|      | Ryūō-dake 龍王岳       | 2872     | 1,7 km Südwesten                |                                                                                     |
|      | Harinoki-dake 針ノ木岳 | 2820,60  | 7,2 km Südosten                 | in der Liste der 200 berühmten japanischen Berge                                    |
|      | Akaushi-dake 赤牛岳    | 2864,23  | 12,8 km Süden                   | in der Liste der 200 berühmten japanischen Berge                                    |
|      | Yakushi-dake 薬師岳    | 2926,01  | 13,7 km Südwesten               | in der Liste der 100 berühmten japanischen Berge                                    |

## Galerie

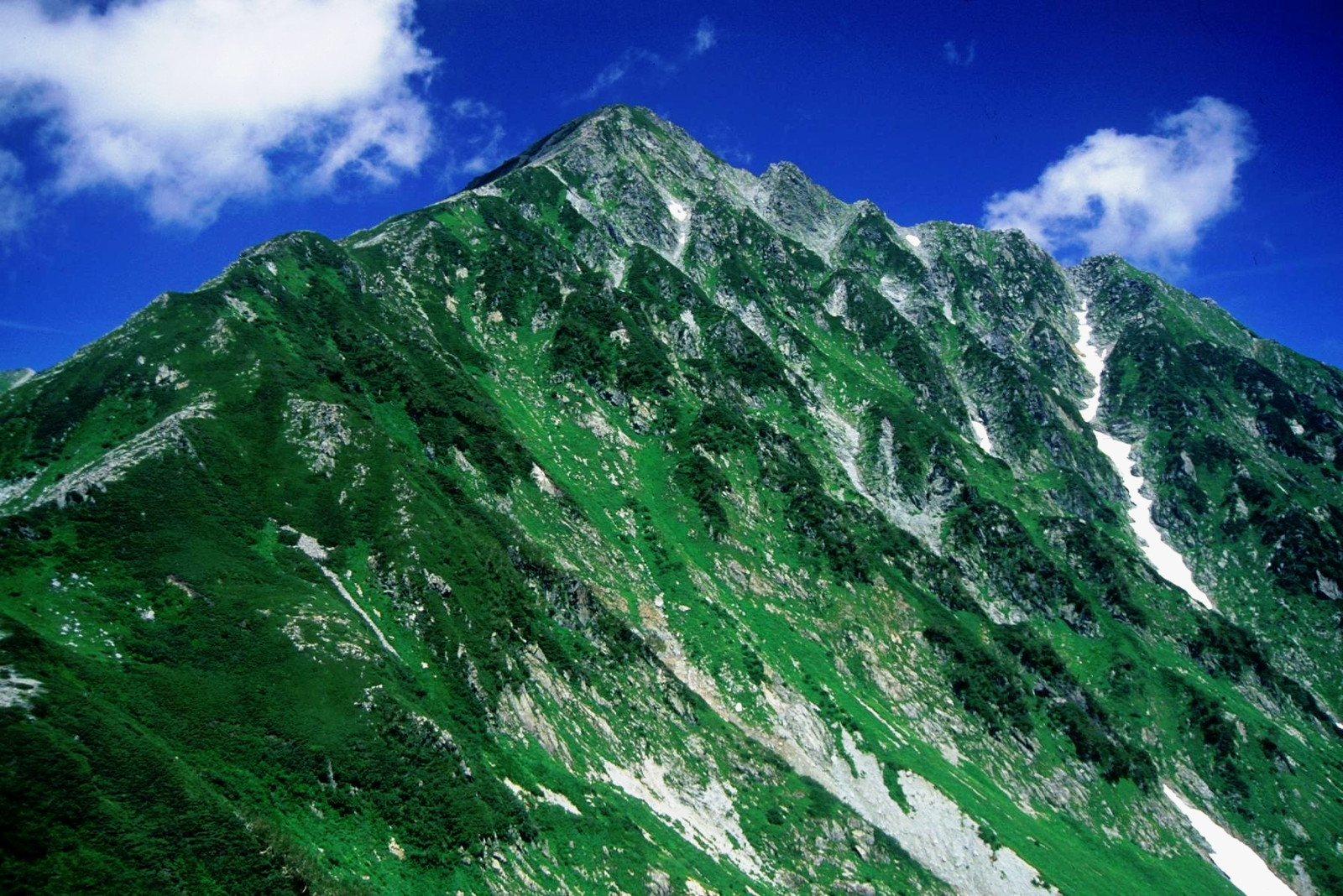
Blick auf Tateyama von Higashi-Ichinokoshi
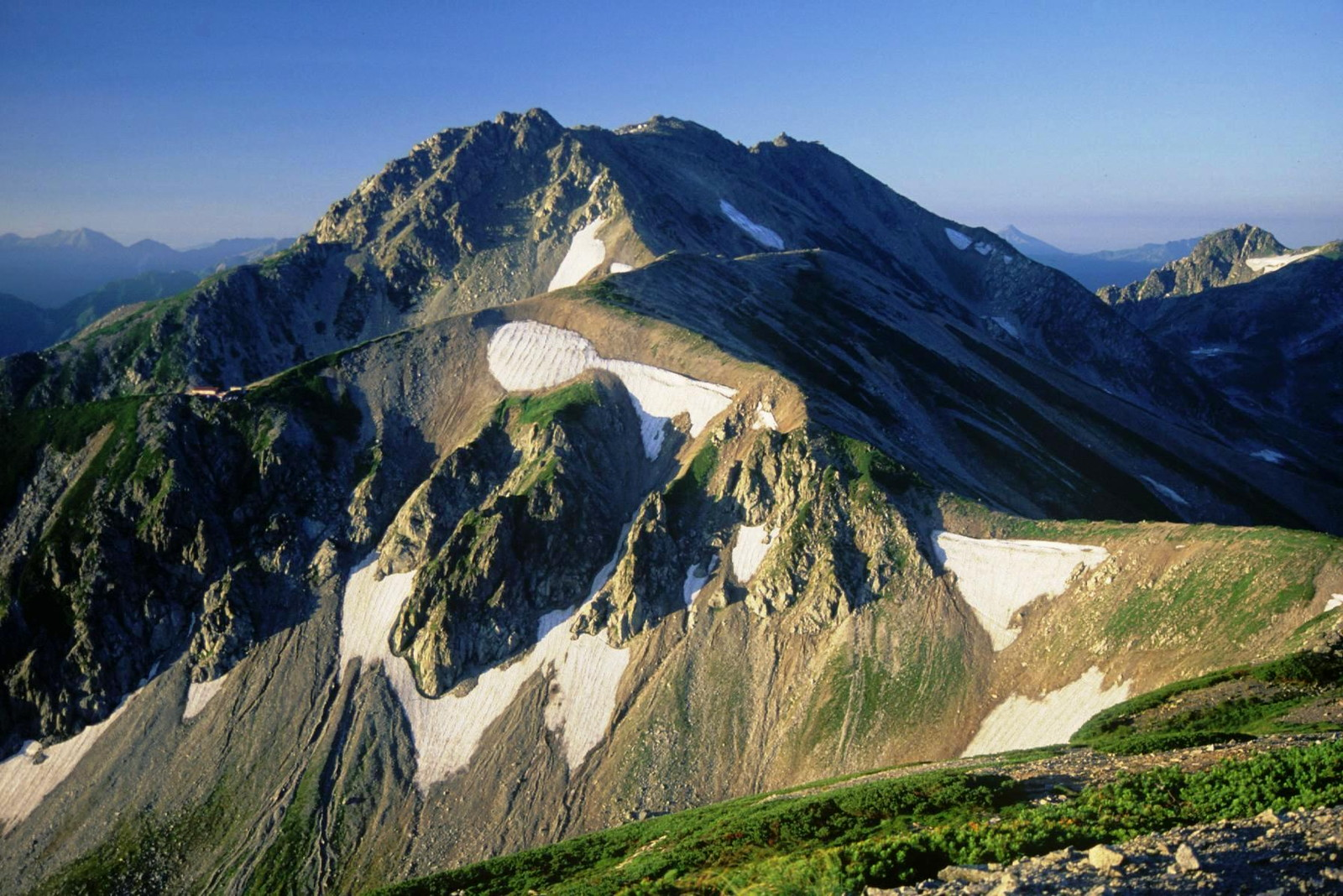
Blick auf Tateyama von Bessan-dake
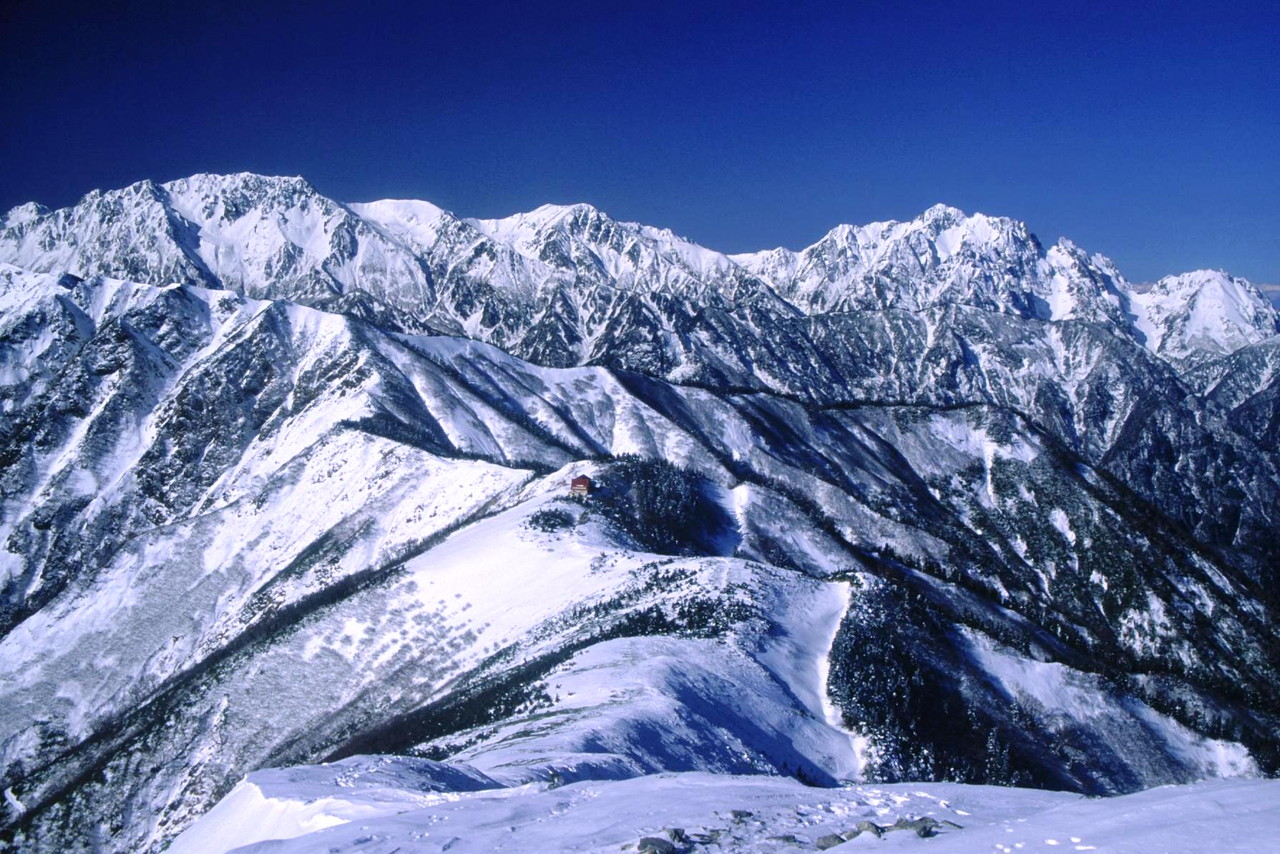
Tateyama und Tsurugi-dake von Berg Jii
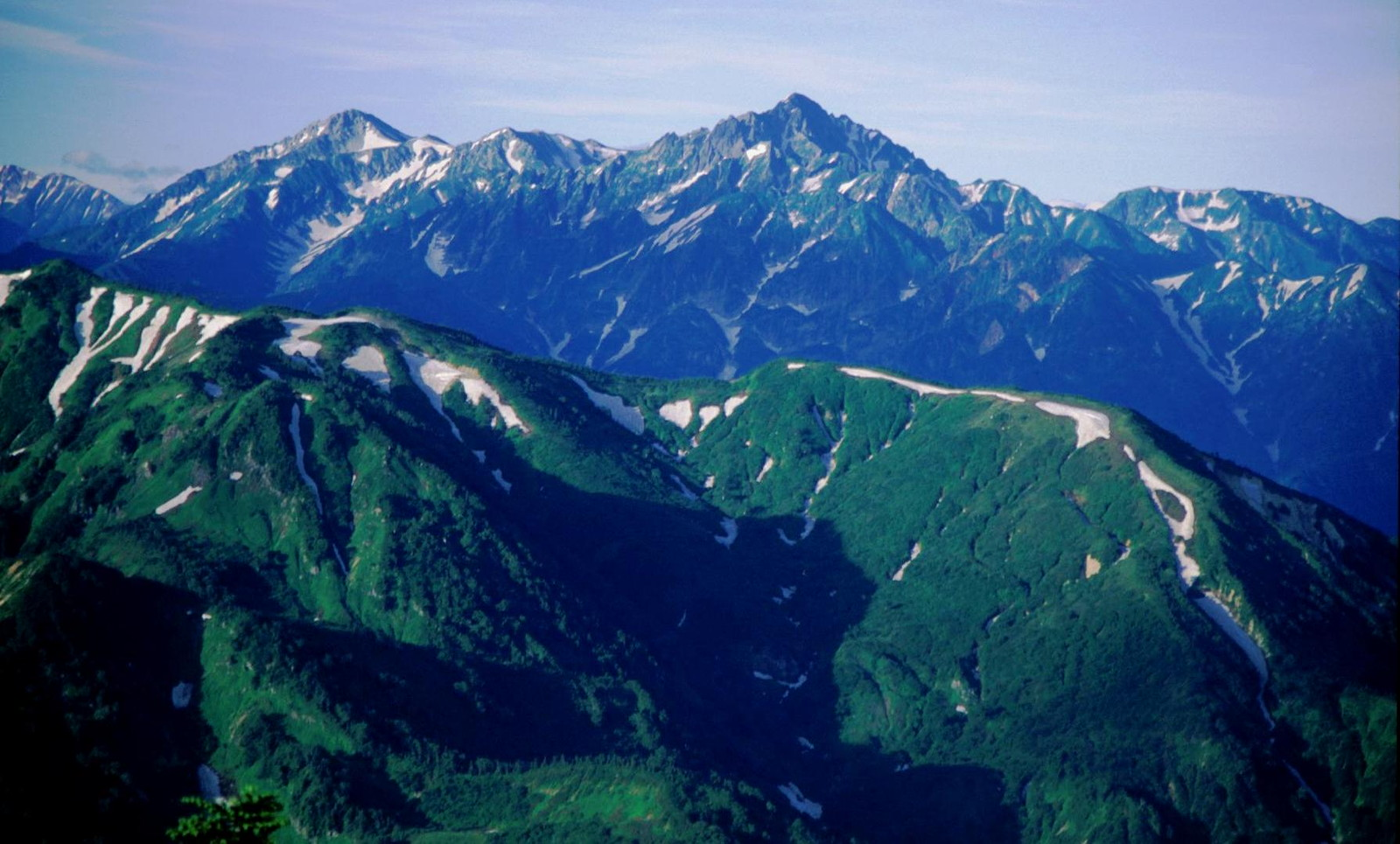
Tateyama und Tsurugi-dake von Asahi-dake